# 克雷森 (新澤西州)
克雷森（英語：Kresson）是位於美國新澤西州康登縣的非建制地區。

## 歷史
克雷森的郵局於1888年設立，其後於1906年停運。

## 地理
克雷森所處的海拔為高於海平面27米（即89英呎），而該地所採用的時區為UTC-5，即北美东部时区（EST）。同時該地設有夏令時間，為UTC-5調快一小時，即UTC-4（EDT）。